# Yale Law Journal
Le Yale Law Journal est une revue de droit gérée par des étudiants de la Yale Law School. Publié en continu depuis 1891, il est l'une des revues les plus connues parmi les 8 revues publiées par des étudiants de l'école. C'est l'une des publications de droit les plus citées aux États-Unis.
La revue, publiée 8 fois par an, contient des articles, des essais, et des critiques de livres par des professionnels du droits aussi bien que des notes et commentaires écrits par des étudiants. Elle est éditée entièrement par des étudiants. La revue fut l'une des premières à lancer un pendant en ligne, The Pocket Part, offrant des versions longues des essais et opinions et des réponses de professionnels du droit, hommes politiques ou professeurs.
Le Yale Law Journal, en collaboration avec la Harvard Law Review, la Columbia Law Review, et la University of Pennsylvania Law Review, publie The Bluebook : A Uniform System of Citation, la référence en matière de citation d'arrêts et de jurisprudence aux États-Unis.